# Vladimir Kovalevskij
Vladimir Onufrievitj Kovalevskij (ryska: Владимир Онуфриевич Ковалевский), född 2 augusti 1842 i Daugavpils, nuvarande Lettland, död 15 april 1883 i Moskva (självmord), var en rysk paleontolog, från 1868 gift med Sofia Kovalevskaja. Han var bror till Aleksandr Kovalevskij.
Kovalevskij studerade först juridik efter sin fars önskan, men efter dennes död 1867 övergick han till anatomi och paleontologi. Han reste till London, där han studerade under Charles Darwin och senare vid universiteten i Heidelberg, Jena och München. Åren 1870-71 vistades han i Paris, företog därefter några resor och utgav Charles Lyells "Principles of Geology" och Alfred Brehms "Tierleben" på ryska. Han publicerade 1873-77 flera utmärkta arbeten om de fossila hovdjuren, i vilka han ivrigt förespråkade Darwins lära, tillämpade nya morfologiska synpunkter och därigenom definitivt korrigerade flera föreställningar härstammande från Georges Cuvier. År 1880 blev han professor i paleontologi vid Moskvauniversitetet.
Han lade senare mycket tid på att översätta naturvetenskapliga verk och tyska klassiker till ryska, men han gav sig också in på journalistik, drev ett boktryckeri och ägnade sig åt spekulation i byggbranschen. År 1880 hade han även blivit delägare i ett stort företag, Ragosins fabrik, vilket dock efter några år gick i konkurs. Detta ledde till att han miste hela sin och sin hustrus förmögenhet och till hans självmord.